# Zwetana Krastewa
Zwetana Krastewa (bulgarisch Цветана Кръстева) ist eine frühere bulgarische Biathletin.
Zwetana Krastewa gehörte in der zweiten Hälfte der 1980er Jahre zur erweiterten Weltspitze des Frauenbiathlons. Bei den Biathlon-Weltmeisterschaften 1986 in Falun wurde sie 19. des Einzels. Ein Jahr später erreichte sie in Lake Placid Rang zehn im Sprint. 1989 lief sie ihre beste WM in Feistritz. Im Sprint gewann sie hinter Anne Elvebakk die Silbermedaille, wurde 15. des Einzels, gewann mit Marija Manolowa und Nadeschda Alexiewa auch die Silbermedaille im Staffelrennen und verpasste als Viertplatzierte mit Alexiewa, Manolowa und Iwa Schkodrewa im Mannschaftsrennen einer weiteren Medaille. Auch 1990 erreichte sie mit Platz vier im Sprint, Rang zehn im Einzel, sowie vier im Staffelrennen gute Resultate. In der Besetzung des Vorjahres gewann sie mit der Mannschaft hinter der Sowjetunion und der Bundesrepublik die Bronzemedaille. Bei den ersten Frauenrennen bei Olympischen Winterspielen 1992 in Albertville war sie nicht mehr aktiv.

## Biathlon-Weltcup-Platzierungen
Die Tabelle zeigt alle Platzierungen (je nach Austragungsjahr einschließlich Olympische Spiele und Weltmeisterschaften).
- 1.–3. Platz: Anzahl der Podiumsplatzierungen
- Top 10: Anzahl der Platzierungen unter den ersten zehn (einschließlich Podium)
- Punkteränge: Anzahl der Platzierungen innerhalb der Punkteränge (einschließlich Podium und Top 10)
- Starts: Anzahl gelaufener Rennen in der jeweiligen Disziplin

| Platzierung                                                           | Einzel | Sprint | Verfolgung | Massenstart | Team | Staffel | Gesamt |
| --------------------------------------------------------------------- | ------ | ------ | ---------- | ----------- | ---- | ------- | ------ |
| 1. Platz                                                              |        |        |            |             |      |         |        |
| 2. Platz                                                              |        | 1      |            |             |      | 1       | 2      |
| 3. Platz                                                              |        |        |            |             | 1    |         | 1      |
| Top 10                                                                | 1      | 3      |            |             | 2    | 2       | 8      |
| Punkteränge                                                           | 2      | 3      |            |             | 2    | 2       | 9      |
| Starts                                                                | 2      | 3      |            |             | 2    | 2       | 9      |
| Stand: Karriereende, mit Weltmeisterschaften, Daten nicht vollständig |        |        |            |             |      |         |        |